# Begierde (film 1951)
Begierde è un film del 1951 diretto da Karl Georg Külb. Il soggetto è tratto da La collana, racconto di Guy de Maupassant del 1884.
Del film venne fatta una riedizione per il mercato della Germania Federale che prese il titolo Die Perlenkette.

## Produzione
Il film fu prodotto dalla Allegro Film e dalla Südwest-Film.

## Distribuzione
Distribuito dalla Siegel-Monopolfilm, in Germania Ovest il film uscì nelle sale il 2 marzo 1951, mentre nella Germania Est, fu distribuito il 5 dicembre 1952.